# Boy A (film)
Boy A è un film del 2007 diretto da John Crowley e basato sull'omonimo romanzo di Jonathan Trigell, a sua volta indirettamente ispirato al caso di James Bulger, bambino ucciso nel 1993 da due ragazzini, i quali vennero scarcerati nel 2001 sotto identità segreta. Esso, come il libro, illustra gli effetti di una visione del mondo anglosassone che sostiene la tesi di un'origine genetica per certi tipi di atti (quali, appunto, l'omicidio) rispetto ad un'analisi dei meccanismi sociali e familiari delle persone responsabili.
Pensata inizialmente per la TV, la pellicola è poi uscita nei cinema britannici e americani, esordendo al Toronto Film Festival nel 2007. In Italia, invece, il film è uscito solamente nel 2009, direttamente in DVD.
Il titolo (letteralmente: Il ragazzo A) fa riferimento all'identità fittizia usata nelle corti per salvaguardare gli accusati minorenni.

## Trama
(Jack Burridge)
Grazie all'aiuto di numerosi flashback viene ricostruita la storia di Eric Wilson, un bambino di dieci anni che dopo essere stato salvato da un suo coetaneo, Philip, da una banda di bulli, stringe una morbosa amicizia con lui. I ragazzini passano tutto il loro tempo assieme, marinando la scuola, rubando nei negozi e facendo altre esperienze, poiché nessuno dei due vuole tornare a casa: Eric infatti viene ignorato dai genitori poiché la madre sta morendo di cancro al seno e il padre è depresso, mentre Philip viene violentato dal fratello.
Quest'amicizia, però, non porta nulla di buono al piccolo Eric: un giorno Philip, dopo aver iniziato una discussione con una ragazzina, la trascina sotto un ponte e l'amico lo segue. La storia finirà in tragedia, con l'omicidio di quest'ultima.
Descritti dai tabloid e dagli avvocati inglesi come mostri senza speranza, vengono condannati al massimo della pena e passano tutta la loro adolescenza in prigione. Ma mentre Philip muore apparentemente di suicidio - anche se il compagno sospetta che sia stato assassinato da altri detenuti, Eric termina i quattordici anni di condanna e viene rilasciato: ha una nuova identità, un nome che si è scelto da solo, ed è come se il vecchio lui sia morto, anche se gli anni passati in galera gli hanno lasciato dei vuoti incolmabili. Adesso lui è Jack Burridge, che grazie all'aiuto del tutore Terry, tenta di ricostruirsi una vita: si trasferisce a Manchester, dove trova lavoro, stringe amicizia con Chris e si mette con una ragazza, Michelle.
La spietatezza e l'inesorabilità con cui il paese cerca di ritrovare Eric Wilson, però, coprono gli sforzi di Jack di dimostrare di essere veramente cambiato e di essersi pentito. Lui è un bravo ragazzo, come dimostra salvando una bambina che altrimenti sarebbe morta a causa di un incidente d'auto; inoltre vorrebbe dire la verità sul suo passato alle persone a cui si è affezionato, ma una taglia di ventimila sterline sulla sua testa lo persuade a non farlo.
Realizza, però, che non verrà mai perdonato quando il figlio di Terry, Zeb, geloso del rapporto che si era instaurato tra Jack e il padre, scopre il passato del ragazzo e lo rivela alla stampa.
Jack finisce così per perdere il lavoro e tutte le persone a lui care e, credendo di essere stato abbandonato anche dal tutore, che non risponde alle sue telefonate, decide di scappare da Manchester, dove si trova assediato dai giornalisti.
Arrivato con un treno a Blackpool, si reca al molo. Qui immagina di incontrare Michelle che lo conforta dicendogli di non essere stata lei ad aver scoperto e rivelato il suo passato e che gli assicura che se precedentemente le avesse detto la verità, avrebbe provato a capirlo. Infine legge una lettera che aveva trovato sotto la porta di casa prima di scappare da Manchester, in cui la bambina che aveva salvato tempo prima lo ringrazia per ciò che ha fatto e lo descrive come un angelo.
Il film si conclude con Jack che, dopo aver lasciato un ultimo messaggio in segreteria a Terry e a Chris, si sporge oltre il parapetto del molo, in procinto di buttarsi in mare.

## Accoglienza

### Critica
Nel settembre 2009, sul sito Rotten Tomatoes, Boy A ha ottenuto l'89% di critiche positive su 56 recensioni professionali.

### Premi e candidature[6]

#### Vinti
- Premio BAFTA 2008 al miglior attore: Andrew Garfield
- Premio BAFTA 2008 al miglior regista: John Crowley
- Premio BAFTA 2008 al miglior montaggio: Lucia Zucchetti
- Premio BAFTA 2008 alla miglior fotografia: Rob Hardy
- Premio della giuria ecumenica nella categoria Panorama al Festival internazionale del cinema di Berlino 2008: John Crowley
- Broadcasting Press Guild Award 2008 al miglior film drammatico
- Dinard British Film Festival 2008 per la miglior sceneggiatura: Mark O'Rowe
- Dinard British Film Festival 2008, Kodak Award per la miglior fotografia: Rob Hardy
- Dinard British Film Festival 2008, Golden Hitchcock award: John Crowley
- Dinard British Film Festival 2008, Silver Hitchcock award: John Crowley

#### Candidature
- Premio BAFTA 2008 alla miglior colonna sonora originale: Paddy Cunneen
- Premio BAFTA 2008 al miglior dramma singolo: John Crowley, Lynn Horsford e Mark O'Rowe
- Premio BAFTA 2008 al talento rivoluzionario: Mark O'Rowe
- BAFTA Scotland Award 2008 alla migliore performance recitativa in televisione: Peter Mullan
- Bodil Award 2010 per il miglior film non americano: John Crowley
- Irish Film and Television Award 2008 al miglior regista: John Crowley
- Irish Film and Television Award 2008 alla miglior sceneggiatura: Mark O'Rowe
- Royal Television Society Award 2008 al miglior attore: Andrew Garfield
- Royal Television Society Award 2008 al miglior dramma singolo